# (11957) 1994 DS
(11957) 1994 DS est un astéroïde de la ceinture principale d'astéroïdes découvert en 1994.

## Description
(11957) 1994 DS a été découvert le 17 février 1994 à l'observatoire astronomique d'Ōizumi, situé à Ōizumi, dans la préfecture de Gunma, au Japon, par Takao Kobayashi.

### Caractéristiques orbitales
L'orbite de cet astéroïde est caractérisée par un demi-grand axe de 2,27 UA, un périhélie de 2,02 UA, une excentricité de 0,11 et une inclinaison de 4,50° par rapport à l'écliptique. Du fait de ces caractéristiques, à savoir un demi-grand axe compris entre 2 et 3,2 UA et un périhélie supérieur à 1,666 UA, il est classé, selon la JPL Small-Body Database, comme objet de la ceinture principale d'astéroïdes.

### Caractéristiques physiques
(11957) 1994 DS a une magnitude absolue (H) de 14,4 et un albédo estimé à 0,210.